# 进口贸易

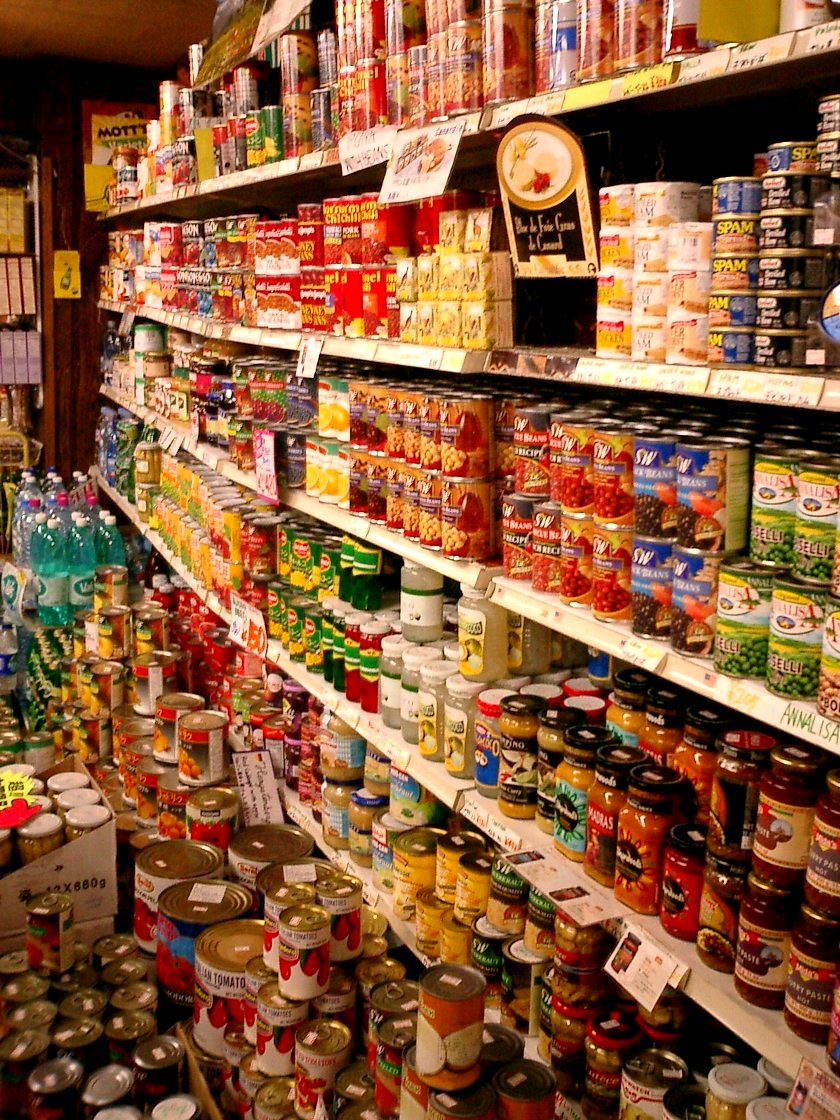
日本神戶一家外國食品進口商店。日本60％的粮食是进口的。

進口又稱入口，是經濟學概念，指任何貨品或消費品，從外地（生產地）用船運或其他運輸方式運到本地，主要用作貿易和銷售用途。進口貨品或服務是指由外地生產商提供給本地消費者。入口还关系到海运报关业。同时，进口和出口是国家政府进行經濟介入（比如關稅、宏观调控）的重要手段。